# Kate Hansen
Pour les articles homonymes, voir Hansen.

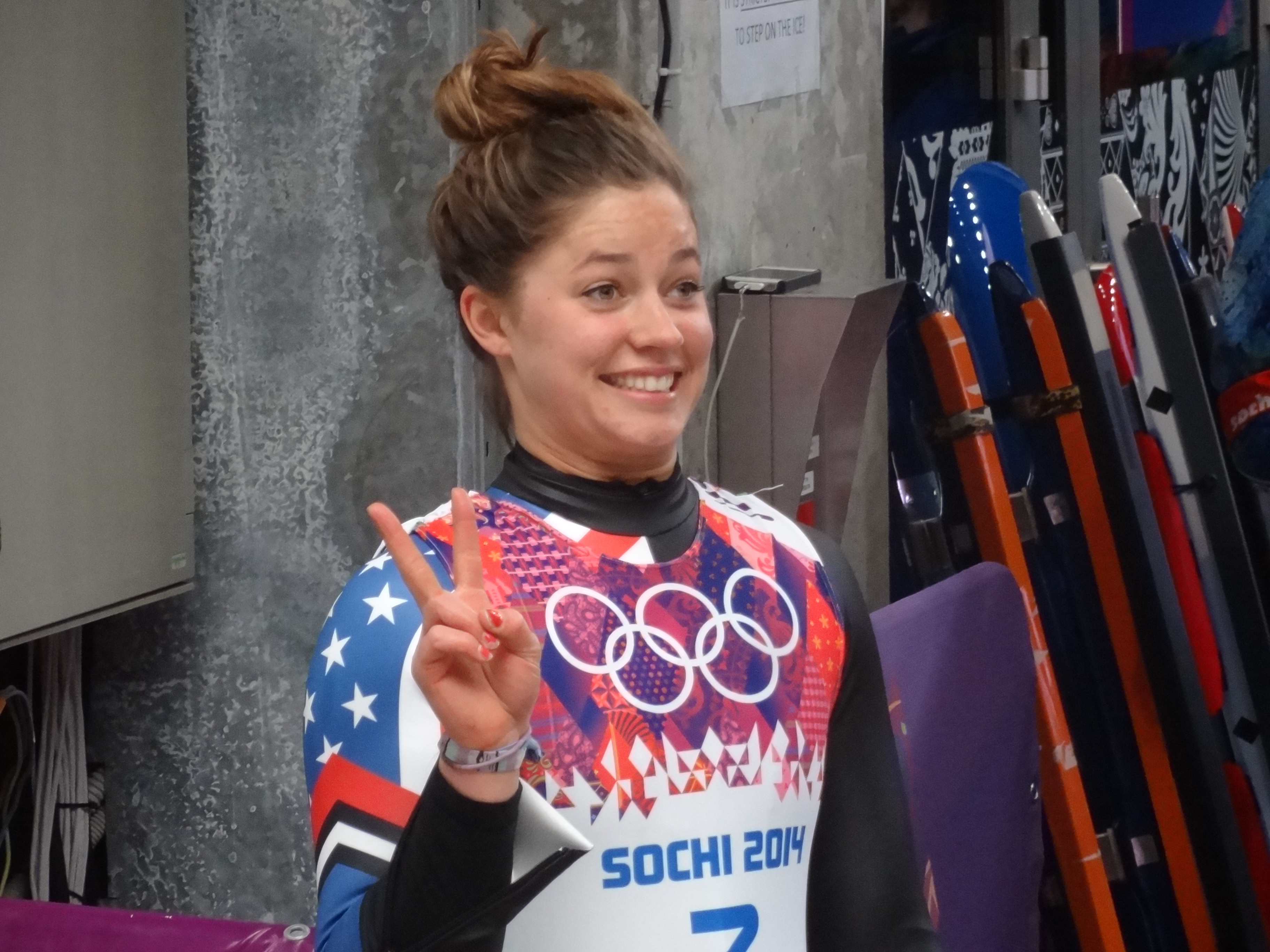
Kate Hansen lors des Jeux olympiques d'hiver de 2014 à Sotchi

Kate Hansen (née le 9 juin 1992 à Burbank (Californie) est une lugeuse américaine. En compétition depuis 2003 elle devient en 2008 la plus jeune championne du monde junior à l'âge de 15 ans. Elle fait partie de l'équipe américaine depuis 2007. Elle a fini 16e lors des compétitions individuelles féminines à la coupe du monde de Calgary le 21 novembre 2009. Elle a remporté le championnat américain en octobre 2013, la manche de Coupe du monde disputée à Sigulda en janvier 2014 et a fini en 10e position lors des Jeux olympiques d'hiver de 2014 à Sotchi.
Elle a attiré l'attention des médias internationaux lors des Jeux olympiques d'hiver de 2014 pour ses pas de danse reprenant la chorégraphie de Beyoncé juste avant son départ pour la compétition. Elle est également à l'origine de la diffusion sur les réseaux sociaux d'un fake d'une vidéo montrant la visite impromptue d'un loup  dans l'hôtel du village olympique où elle était censé être hébergée. Cette vidéo qui a été reprise dans quasiment tous les médias mondiaux, a en fait été montée de toutes pièces à Los Angeles par l'animateur et comique américain Jimmy Kimmel.